# Renske Vrolijk
Renske Vrolijk (in 1965 te Haarlem geboren als Rens Vrolijk) is een Nederlandse componist en fotograaf.

## Loopbaan
Renske Vrolijk zong als kind aan de Kathedrale Koorschool Haarlem, wat haar een voorliefde voor lange muzikale lijnen en polyfonie heeft bijgebracht. Ze studeerde compositie bij Joep Straesser aan het Utrechts Conservatorium en aansluitend bij Daan Manneke en Geert van Keulen aan het Amsterdamse Sweelinck Conservatorium. Tijdens haar studie onderging ze invloeden van muziek van Steve Reich en Louis Andriessen. Na haar afstuderen in 1994 besloot ze eerst regulier werk te zoeken in de IT-sector. Vanaf 2002 gaat ze weer componeren, en ontvang sindsdien een groeiend aantal opdrachten. In 2005 nam ze deel aan het festival voor eigentijdse klassieke muziek Ostrava Days in Tsjechië.
In haar muziek zoekt ze verbindingen met het verleden, en integreert ze vaak audio-opnames van bestaande gesprekken, zoals in Squawk Box uit 2006/7, voor saxofoonkwartet, piano en soundtrack / live electronica. In dit werk maakt ze gebruik van opnames van een luchtverkeersleiding en een vechtpiloot.
In 2009 wordt ze uitgenodigd een bijdrage te leveren aan het concert Nieuwe muziek van Haarlemse componisten tijdens het Internationaal Orgelfestival Haarlem 2010. Voor dit concert schrijft ze LACHRYMAE.
Voor het duo Francine van der Heijden (sopraan) en Dirk Luijmes (harmonium) schrijft ze in 2014 op hun verzoek I speak your name, uitgebracht op een CD met dezelfde titel.
In 2019 werkte ze mee aan de tweede editie van het Utregs Requiem in TivoliVredenburg. Voor dit moderne Requiemheeft ze samen met de componisten Monique Krüs, Reza Namavar en Willem Wander van Nieuwkerk de levensverhalen van zes mensen, waarin miskenning en uitsluiting, geweld of misbruik maar ook veerkracht een rol spelen, op muziek gezet. In 2019 werkte ze ook mee aan het project 24preludia, waarbij Nederlandse componisten de opdracht kregen een tegenhanger te componeren bij elk van de 48 preludes uit het Wohltemperierte Klavier van Johann Sebastian Bach. Vrolijk schreef het werk Prelude b-weird als tegenhanger van BWV 893.
Renske Vrolijk werkt tevens als webredacteur voor het Koninklijk Concertgebouworkest. In die hoedanigheid fotografeert ze het orkest regelmatig achter de schermen. Haar foto's verschijnen tevens in gedrukte media zoals kranten. Ook fotografeert ze op straat, met een voorkeur voor sociale onderwerpen.
Daarnaast is ze bestuurslid van de Stichting Vrouw en Muziek, een stichting opgericht in 1987 ter promotie van de uitvoering van kunstmuziek van vrouwelijke componisten. Naast het organiseren van concerten heeft deze stichting ook als doel via schrijfsessies van biografieën voor Wikipedia meer bekendheid te geven aan vrouwelijke componisten en dirigenten.

## Composities

### Inspiratiebronnen
Renske Vrolijk verwijst in haar muziek naar het heden en de nabije toekomst, maar doet dit door voorbeelden uit het verleden te gebruiken. In haar compositie AFTER DINNER TOAST gebruikt ze bijvoorbeeld originele fonograafopnamen uit de tijd dat Thomas Edison zijn uitvinding promootte, evenals het lied The Lost Chord van Arthur Sullivan. In het pianowerk KOKON is het lied L’homme armé het vertrekpunt, net als in Squawk Box, dat ze componeerde voor het Amstel Quartet. Mein junges Leben hat ein End, een orgel/klavecimbelwerk van Jan Pz Sweelinckdiende als inspiratiebron voor WHIRLEY GIRLS, dat ze voor ensemble Electra componeerde. Muziek van Adriaan Willaert klinkt door in GHOST WALL, gecomponeerd voor blokfluitkwartet Brisk. Het lied Flow my tears van John Dowland stond aan de basis van het instrumentale stuk Pavana Lachrymae dat in de 17e en 18e eeuw door verschillende componisten is gecomponeerd. Vrolijk voegt zich in die traditie met het werk LACHRYMAE voor orgel, later bewerkt voor saxofoonkwartet.
In het werk UNCUT laat ze autobiografische elementen meespreken. Het muziektheatrale werk voor kamerkoor, ensemble en solisten gaat over transvrouw Vivian, die vroeger Victor was. In een collage van flashbacks kijkt ze terug op haar transitie. Het werk is een "emotionele achtbaan van het voor en na van haar beslissing, die geen beslissing was".

### Werkenlijst
| Jaar           | Titel                                                                         | Instrumentatie en uitgever                             |
| -------------- | ----------------------------------------------------------------------------- | ------------------------------------------------------ |
| zonder jaartal | Han(d)s                                                                       | Piano solo                                             |
| 1989           | MISSA PRO PARENTIBUS MEIS                                                     | koor a capella                                         |
| 1991           | STUMBLING CHRONOS                                                             | ensemble                                               |
| 1992           | HAI KOE                                                                       | ensemble                                               |
| 1993           | KOKON                                                                         | piano solo (Donemus)                                   |
| 1994           | DE REIS                                                                       | ensemble, tape en soprano (Donemus)                    |
| 2002           | SPINNING WHEELS                                                               | orkest                                                 |
| 2002           | BLINK BLINK                                                                   | ensemble                                               |
| 2003           | gROUND                                                                        | ensemble                                               |
| 2003           | HOTEL ROOM SUITE                                                              | fagot solo                                             |
| 2003           | VOICE OVER                                                                    | orkest                                                 |
| 2004           | BOILERPLATE                                                                   | basklarinet, piano en soundtrack (geluidsspoor)        |
| 2004           | NEBEL                                                                         | orkest                                                 |
| 2004           | FIDDLERS                                                                      | strijkkwartet                                          |
| 2005           | VE-DANCES                                                                     | accordeon solo                                         |
| 2006           | HARD LOVE                                                                     | elektrische gitaar en soundtrack                       |
| 2006           | SQUARE PRAYER                                                                 | carillon en soundtrack                                 |
| 2006/7         | SQUAWK BOX                                                                    | saxofoonkwartet, piano en soundtrack                   |
| 2007           | CHARLIE CHARLIE- een documentaire in muziek over het luchtschip de Hindenburg | ensemble, zangers, elektronica en video                |
| 2008           | SOUND OF WAX                                                                  | blazersensemble                                        |
| 2008           | MUSIC BOX                                                                     | carillon en soundtrack                                 |
| 2009           | GHOST WALL                                                                    | blokfluitkwartet met live elektronica                  |
| 2009           | SIDEWALK BEND                                                                 | saxofoonkwartet                                        |
| 2009           | LACHRYMAE                                                                     | orgel                                                  |
| 2009           | LACHRYMAE                                                                     | saxofoonkwartet                                        |
| 2010           | WHIRLY GIRLS                                                                  | blokfluit, slagwerk, sopraan, viool en sampler         |
| 2011           | AFTER DINNER TOAST                                                            | vocaal ensemble, fonograaf, harmonium en sampler       |
| 2012           | POTEMKIN                                                                      | saxofoonkwartet                                        |
| 2012           | VIOLECTRA CONCERTO                                                            | elektrische viool en blazersensemble                   |
| 2014           | SHORT CIRCLES OF FIFTHS                                                       | viool en piano                                         |
| 2014           | I SPEAK YOUR NAME                                                             | mezzosopraan en harmonium                              |
| 2015           | TWO MINIMALS                                                                  | microtonaal ensemble                                   |
| 2017           | SONG OF SORROW                                                                | koor                                                   |
| 2018           | AMERICA                                                                       | carillon                                               |
| 2018           | TRUE LOVE                                                                     | sopraan en piano                                       |
| 2018           | AGNUS DEI                                                                     | ensemble, koor (SA) en bariton                         |
| 2018           | LIBERA ME                                                                     | ensemble, koor (SATB) en mezzosopraan                  |
| 2019           | PRELUDE – B WEIRD                                                             | piano solo                                             |
| 2019           | Utregs Requiem, delen Robert en Mohty                                         | Kamerkoor en ensemble                                  |
| 2020           | UNCUT                                                                         | kamerkoor, ensemble, mezzosopraan, tenoren kindsopraan |

## Discografie
Werken van Renske Vrolijk zijn te horen op de volgende CD's:
- 2007: Lucanet Speelt Nederlanders, Frederique Lucanet, piano – Han(d)s, Renske Vrolijk (geen label)
- 2008: Interconnector, ensemble Combustion Chamber o.l.v. Rutger van Leyden - gROUND (BVHaast 0804)
- 2010: The spirit of Venice, Brisk Recorder Quartet - GHOST WALL (Globe Records GLO 5235)
- 2011: Amstel Saxophone Quartet, live at the Toonzaal - SQUAWK BOX (Amstel AR 009)
- 2013: Princepiration, Ties Mellema, saxofoon, EnAccord, strijkers en Wilmar de Visser, contrabas - SWEET (Amstel Records – AR011)
- 2020: I speak your name, Francine van der Heijden, sopraan en Dirk Luijmes, harmonium - I SPEAK YOUR NAME (Etcetera Records KTC 1700)

### Video's
- Charlie Charlie scène 2: This great floating palace en scène 6: You will
- Première van Blink Blink, Ostrava Days 2005 New Music Festival
- Fiddlers, door het Matangi Kwartet
- Première van America door Frans Haagen tijdens het Rockefeller Carillon New Music Festival 2018

### Geluidsopnames
- Compleet werk Charlie Charlie (alleen geluid)
- Opnames op Soundcloud
- Opnames op Youtube

- Bibliothèque nationale de France: cb177452467 (data)
- International Standard Name Identifier: 0000 0004 6141 6149
- Virtual International Authority File: 17153124286524492211